# Ming-š’
Ming-š’ (čínsky: pchin-jin Míngshǐ, znaky 明史; Dějiny Mingů) jsou oficiální dějiny čínské říše Ming sepsané za vlády následující dynastie Čching. Patří do širšího souboru Dvaadvaceti historií. Dílo popisuje dějiny Číny v letech 1368–1644 a sestává z 332 svazků. Sepsala ho komise vládou jmenovaných historiků na základě Pravdivých záznamů dynastie Ming, práce začaly v éře Šun-č’ v druhé polovině 17. století, dílo bylo dokončeno roku 1739 v éře Čchien-lung pod vedením Čang Tching-jüa.